# El Rodeo (Catamarca)
El Rodeo , è un comune di terza categoria dell'Argentina, del dipartimento di Ambato, nella provincia di Catamarca.

## Società

### Evoluzione demografica
| Censimento del 1991 | Censimento del 2001 | Censimento del 2010 |
| 838 ab.             | 838 ab.             | 1047 ab.            |